# Joseph Lewis
Joseph "Joe" Lewis (Gloucester, Nova Gal·les del Sud, 13 de gener de 1989) és un ciclista australià, professional des del 2008 i actualment a l'equip Holowesko Citadel Racing Team.

## Palmarès
- 2009
  - Vencedor d'una etapa al Tour de Tasmània
- 2010
  - 1r al Tour de Bright i vencedor d'una etapa
- 2011
  - Vencedor d'una etapa al Tour de Gila
- 2016
  - Vencedor d'una etapa al Cascade Classic